# 2014年11月中国大陆

## 11月1日
- 中国国防科技工业局宣布，北京时间11月1日6时42分[1]，再入返回飞行试验返回器在内蒙古四子王旗预定区域顺利着陆[2]，中国探月工程三期再入返回飞行试验获得成功。[3]
- 郑州一家9口熟睡中房子被拆。11月1日凌晨4点，租住在郑州市高新区石佛办事处陈庄村的张宏兵一家，正在屋里熟睡[4]。突然被邻居老韩的急叫声惊醒。慌忙中，张宏兵叫醒家人跑下楼。几分钟后，他们所住的这栋三层小楼，轰然倒塌。租户张宏兵发现13岁的小儿子不见了，以为埋在了废墟里，吓得赶紧拨打报警电话[5]。消防官兵赶到后，在废墟中搜寻了两个多小时，也没找到老张的小儿子。直到早上6时35分，救援人员获悉老张的儿子在朋友家，才停止搜救。[6][7]
- 为纪念古田会议召开85周年、红军开始长征70周年和中国工农红军东路军攻漳战役83周年，由红岩儿女联谊会、西花厅联谊会和井冈儿女联谊会联合主办的中国工农红军东路军后代座谈会[8]，在北京万寿宾馆举行。[9][10]
- 中国人民解放军全军政治工作会议在古田镇召开[11]，中共中央总书记兼中央军委主席习近平出席会议并发表重要讲话[12]。军队政治工作的时代主题，紧紧围绕实现中华民族伟大复兴的中国梦。[13][14]
- 发改委表示2014年已有11人落马，其中6人涉案金额超千万。价格司成重灾区5人落马。在昨天的发布会上，最高检针对近期关注的“发改委煤炭司原副司长魏鹏远”案，应询做了回应。据此前有媒体报道称，魏鹏远被查时，在其家中起获现金2亿元，使用从银行调来的16台点钞机当场烧坏4台。办案人员在魏鹏远家中确实查出了折合人民币2亿余元的财物，为中国成立以来检察机关一次起获赃款现金数额最大的案件。[15]

## 11月2日
- 中共中央批准最高人民检察院成立新的反贪总局[16][17]。长期分管反贪工作的邱学强是最高检唯一一名十八届中央纪委常委，在最高检院领导中排名第三，仅次于最高检检察长曹建明、常务副检察长胡泽君[18]。最高检反贪总局之外，中国还存在另外一个机构与反腐败有关，即国家预防腐败局，该机构是为履行《联合国反腐败公约》规定的义务于2007年成立，局长由与中央纪委合署办公的监察部部长担任[19]。目前国家预防腐败局已与外事局合并，成为国际合作局，其主要职能已经从原来的预防腐败转向参与国际追逃追赃。[20][21]
- 2014年中国APEC峰会即将在北京召开，北京开始正式实施调休放假[22]，即11月7日至11月12日调休放假，11月2日(星期日)、15日(星期六)上班。[23][24]

## 11月3日
- 湖南衡阳“雷政富案”三年后重审查。2010年9月，尹文在常宁劳动局办公室内收到不雅视频光盘，一位陌生男子给尹文打电话，向他索要60万元，否则便将视频发到网上或上交纪检部门。2012年11月底，即尹文涉案两年后，尹文被选举为常宁政协副主席，在5名副主席中排名第一[25]。彼时，正是重庆“雷政富案”被讨论热烈的时候。但2013年底，衡阳市突然重新调查。新京报记者获得的独家消息显示，除了衡阳纪委通报的6位被敲诈的衡阳官员，湖南永州市一陈姓官员及一雷姓官员也涉及该案。此外，另有“其他省份官员及其他身份的人涉案”。[26][27]
- 11月3日，中共屯昌县委决定对屯昌县人民检察院检察委员会委员、反贪污贿赂局局长邓三强停职检查，由县纪委对其进一步展开调查。11月2日，海南有关媒体刊发《屯昌一局长凌晨被妻子捉奸 情妇后窗爬绳下楼离开》一文引起广泛关注，文中涉及男方当事人邓三强。[28][29]
- 河南新郑“跨区用盐被罚”事件以道歉、退罚款和还盐告终不久[30]，江苏新沂：跨区域用6袋盐，罚款5050元。因屡次拒绝交纳罚款，当地法院还向老陈开出“拘留决定书”，对其处以15日拘留的处罚。老陈最终无奈交了5050元，未被拘留。而这5050元中，包括新沂市盐务管理局3000元罚款，新沂市人民法院2000元罚款和50元的执行费。 对于此类被众多网友认为是“荒谬”的事件，不少专家也认为，“跨区域用盐”执法源于行业垄断。[31][32]

## 11月4日
- 第116届广交会在广州琶洲国际会展中心闭幕。[33]
- 河南信阳通报新四军借条事件[34]：需再鉴定真实性。[35][36][37]
- 湖南郴州公安系统四人被查，1人跳楼1人试图自残。[38][39][40]
- 湖南衡阳两名干部受“车震门传闻”影响被免职，分别是衡阳市人民政府研究室主任黄某，以及衡阳市纪委案管室副主任李某[41]。10月4日，衡阳市纪委、监察局回复网友称，近日，在微信、凯迪社区、百度贴吧湖南吧等处发有“衡阳市信访局长与纪委女干部玩车震 村民疑为小偷爆围观”的信息。信息发出后，当事人已向组织报告并向公安局报案。10月8日，两名发帖人因“涉嫌敲诈勒索”被拘留。[42]
- 媒体：煤企零元夺百亿元大矿，山西省军区副司令卷入[43]。平陆县的铝矾土矿多集中在曹川镇，知情人告诉记者，无论名义上是煤矿还是铁矿，但挖的都是铝矾土矿。这里最大的铝矾土矿实际上控制在一个叫平陆晋虞铝业有限公司手里。平陆晋虞铝业，注册成立于2013年6月，注册资金为300万元，注册地址是平陆县开发区盘南村，法人是60多岁的员自林，员自林持股77%，员自林是一个地地道道的农民，而这些矿实际上控制在员自林儿子员岩峰手中，多年来，控制在员岩峰手中的矿山一直处于偷偷生产的状态[44]。“员岩峰手中的矿是通过不正当手段巧取豪夺的”这些矿的采矿权证持有人卫宪法举报称，水利局官员员岩峰利用其叔父在山西省军区任副司令的影响，利用所谓的“改制”，空手套白狼，分文没花便取得了这些矿山[45][46]。

## 11月5日
- 11月1日约9时22分，北江监狱罪犯李孟军与吴常贵在车间劳动时趁警察不注意之机，通过搭人梯方式爬越围墙，吴常贵被电网击倒，李孟军得以脱逃，最终在一栋直线距离监狱500米的厂房旁的水沟里被擒[47]。司法部副部长张苏军在国新办新闻发布会上回应，目前，有关部门已对有责任的监狱长、分管的副监狱长进行了免职处理[48]。广东越狱犯家属曾多次上访，称同案犯案底取消。韶关市北江监狱宣传处工作人员对媒体证实了该档案资料的真实性。[49]
- 官方一周3次回应周永康案：调查需要一个过程。司法部副部长张苏军在新闻发布会上公开回应周永康案：目前调查工作还在进行，要依法依规进行案件的审查和调查，需要一个过程。媒体:周永康被审查，"免死金牌"只是一个传说。[50][51]
- 刘金国身兼中共中央纪委副书记，中共中央政法委委员，中央防范和处理邪教问题领导小组副组长、办公室主任，国务院防范和处理邪教问题办公室主任，公安部党委副书记、副部长、纪委书记、督察长九个职务。[52]

## 11月6日
- 中国首个知识产权法院——北京知识产权法院正式履行法定职责。[53][54]
- 秦玉海两部下今天通报被查：河南省高院纪检组长李长根曾与其搭档，开封副市长公安局长周连根是其一手提拔[55]。法制晚报记者刚刚从河南省纪委、河南省高级法院等相关人士处获得消息：河南省高级法院党组成员、纪检组组长（副厅级）李长根，三天前被省纪委办案人员带走调查。担任省高院这一职务之前，李长根曾任河南信阳市副市长、公安局长、政法委书记，并和之前接受组织调查的秦玉海在河南焦作市共事四年。[56][57]
- 沈阳女子郭宏侠发微博举报沈阳市主要领导[58]，被警方以涉嫌“虚构事实扰乱公共秩序”行政拘留10日，不服处罚起诉公安局，法院已受理。[59][60]

## 11月7日
- 11月7日晚间的央视《军事报道》视频低调披露，今年年满60岁的解放军军事检察院检察长李晓峰少将已由此前的正军级获擢升为副大军区级，在职级调升的同时也延长了至少3年的最高服役年限。曾主办徐才厚案。[61]

## 11月8日
- 中纪委官网刊发《北京反腐败宣言》全文，并以“搭建最大反腐败国际追逃追赃平台”为标题，发表文章阐述《北京反腐败宣言》对我国反腐的影响，“这是第一个由中国主导起草的国际性的反腐败宣言。加强反腐败国际追逃追赃合作是《宣言》的核心内容。”北京大学廉政建设研究中心主任李成言表示，十八大以来的高压反腐成效显著，反腐要求必须封堵贪腐官员的“后路”，“必须让贪腐官员意识到，没有‘避罪天堂’，不论逃到哪里，虽远必究。[62]

## 11月9日
- 中国国家主席习近平9日在人民大会堂会见加拿大总理哈珀[63]。哈珀表示，加中关系对加方越来越重要。我对这次访问感到满意，更对未来两国合作充满期待。加方愿同中方加强对话，扩大贸易投资，落实好人民币清算安排，促进人文交流。加拿大无意收留逃犯，愿意在遣返方面同中方开展合作。中方为举办亚太经合组织领导人非正式会议做了很好的准备工作，我预祝会议取得成功。加方愿意同中方合作，共同应对恐怖主义等全球性挑战，推动地区热点问题妥善解决。[64][65]
- 中共中央总书记习近平在人民大会堂会见台湾两岸共同市场基金会荣誉董事长萧万长一行。[66][67]

## 11月10日
- 中国证监会、香港证监会发布联合公告[68]，决定批准上海证券交易所、香港联合交易所有限公司、中国证券登记结算有限责任公司、香港中央结算有限公司正式启动沪港股票交易互联互通机制试点（简称沪港通）[69]，沪港通下的股票交易将于11月17日开始。[70][71]

## 11月11日
- 习近平11日晚在中南海同奥巴马举行会晤。期间他们谈到中国经济、中国改革、中国依法治国、人权和主权……话题极为广泛。[72]“学习小组”透露会晤地址及会晤内容：“习大大说，瀛台建于明朝，在清朝是皇帝批文、避暑和宴客的地方。清朝的康熙皇帝曾经在这里研究制定平定内乱、收复台湾的国家方略。后来光绪皇帝时，国家衰败了，他搞百日维新，失败后被慈禧太后关在这里。奥先生悟性不错，马上接话说：中美历史上这一点是相似的，改革总会遇到阻力，这是不变的规律，需要我们拿出勇气。”[73]
- 第十届中国国际航空航天博览会在广东珠海开幕。本届航展成交227架各种型号的飞机，签订逾300个项目，价值超过234亿美元。[74][75]

## 11月14日
- 习近平偕夫人赴G20峰会首访大洋洲。今起至23日，习近平将出席在布里斯班举行的二十国集团(G20)领导人第九次峰会，对澳大利亚、新西兰、斐济进行国事访问，并在斐济同太平洋建交岛国领导人举行会晤。[76]

## 11月16日
- 11月16日，香港媒体援引海外传媒消息报道称，解放军海军副政委马发祥中将日前在海军大院东区100号楼15层纵身跳下，自杀身亡。察时局了解到，海军副政委马发祥确已跳楼身亡，其自杀原因可能是因抑郁症。50多歲的馬發祥是陝西人，去年7月起任海軍副政委。據悉，1990年代初，馬發祥曾任海軍報社政工處處長，素有文才，是當年總政治部主任于永波相當欣賞的軍中「秀才」之一。曾任總政主任的徐才厚和于永波是老鄉，徐曾任于的祕書，受其提拔，兩人都是遼寧瓦房店人。[77]

## 11月19日
- 首届世界互联网大会19日在浙江乌镇拉开帷幕[78]。为期三天的大会将以“互通互联共享共治”为主题，来自海内外互联网领域的领军人物云集这里，交流思想、探索规律、凝聚共识。本届大会是中国举办的规模最大，层次最高的互联网大会。国家主席习近平向大会致贺词祝贺会议召开，对出席会议的各国政府官员、国际机构负责人以及专家学者、企业家等嘉宾表示欢迎。[79]

## 11月20日
- 中国国家主席习近平和夫人彭丽媛访问新西兰。[80]
- 11月20日凌晨，河北省秦皇岛市北戴河区北京军区北戴河疗养院（原281医院）女职工宿舍发生一起砍杀事件，造成6名女护士及1名宿舍管理员当场死亡，1名女护士受伤。凤凰网（页面存档备份，存于）
- 11月20日下午，陕西榆林《榆林晚报》官方微博发布38名编辑记者实名举报信，反映《榆林日报·都市生活版》原执行总编辑，现任公司总经理李慧在报社经营中财务管理混乱，利用职务之便侵占集体利益，套取广告费，以及私生活不检点等问题。榆林检察机关展开调查。人民日报（页面存档备份，存于）

## 11月22日
- 习近平在楠迪[81]，同斐济总理弗兰克·姆拜尼马拉马、密克罗尼西亚联邦总统莫里、萨摩亚总理图伊拉埃帕、巴布亚新几内亚总理奥尼尔、瓦努阿图总理纳图曼、库克群岛总理普纳、汤加首相图伊瓦卡诺、纽埃总理塔拉吉等太平洋岛国领导人举行集体会晤。[82][83]

## 11月26日
- 11月26日，《山西省煤炭焦炭公路销售体制改革方案》正式发布。从12月1日起，全部取消相关企业代行的煤炭、焦炭公路运销管理行政授权；全部取消煤炭、焦炭公路运销票据；全部撤销省内煤炭、焦炭公路检查站、稽查点。（太原晚报）

## 11月27日
- 人民网北京11月27日电 “我们现在是矫枉必须过正。不但要赢得时间，更要赢得空间。从路径依赖看，只有先赢得政改特区的局部空间，才能逐步赢得整体的空间。所以，必须用输不起倒逼必须赢。”在“《财经》年会2015：预测与战略”上，中国纪检监察学院原副院长李永忠在谈到反腐时如此表示。[84]

## 11月28日
- 中共中央政治局常委、国务院总理李克强来到中国国家博物馆，参观人居科学研究展。李克强说，新型城镇化核心是写好“人”字，说到底就是要让人民群众生活得更美好。[85]
- 财政部、国家税务总局联合发出通知，经国务院批准，从11月29日起调整成品油等部分产品消费税[86][87]。这是自2009年成品油税费改革后首度调整成品油消费税。[88]
- 广东省政协主席朱明国涉嫌严重违纪违法，目前正接受组织调查[89][90]。至此，2014年被调查的省级政协系统高官已达7名，其中，朱明国为首名被调查的省政协主席。从其简历可知，朱明国履历丰富，初在学校任职，步入仕途后，历任大队党支部书记，公社团委书记，公社党委书记，自治州委组织部副部长，省委组织部副部长，县委书记、县长，市委书记、市长，副省长，市公安局局长，省纪委书记，省委副书记，省政协主席等多个职务；2013年1月，朱明国出任广东省政协主席；现任中共中央候补委员，广东省政协主席，省委副书记、政法委书记，省社工委主任。[91]
- 11月28日至29日，中央外事工作会议在北京召开[92]。中共中央总书记、国家主席、中央军委主席习近平在会上强调，要高举和平、发展、合作、共赢的旗帜，统筹国内国际两个大局，统筹发展安全两件大事。[93]